# Prainha do Bairro Industrial (Sergipe)
A Prainha do Bairro Industrial ou Orlinha do Bairro Industrial, como o local foi batizado, é uma das praias de Aracaju.

## Descrição
A Prainha do Bairro Industrial, às margens do rio Sergipe, na zona norte da cidade, é um dos novos atrativos turísticos de Aracaju. Está equipada com ciclovia, calçadão, parque infantil, centro de artesanato, bares e restaurantes, que oferecem excelentes pratos da culinária sergipana, como a moqueca de peixe e de camarão. No cenário, pequenos barcos de pesca e a vistosa ponte que liga Aracaju ao município de Barra dos Coqueiros. O trecho do Rio Sergipe que passa pelo bairro Industrial, na Zona Norte de Aracaju, é considerado por alguns turistas e moradores da capital como um dos pontos mais belos da cidade.